# 지치부 철도 1000계 전동차

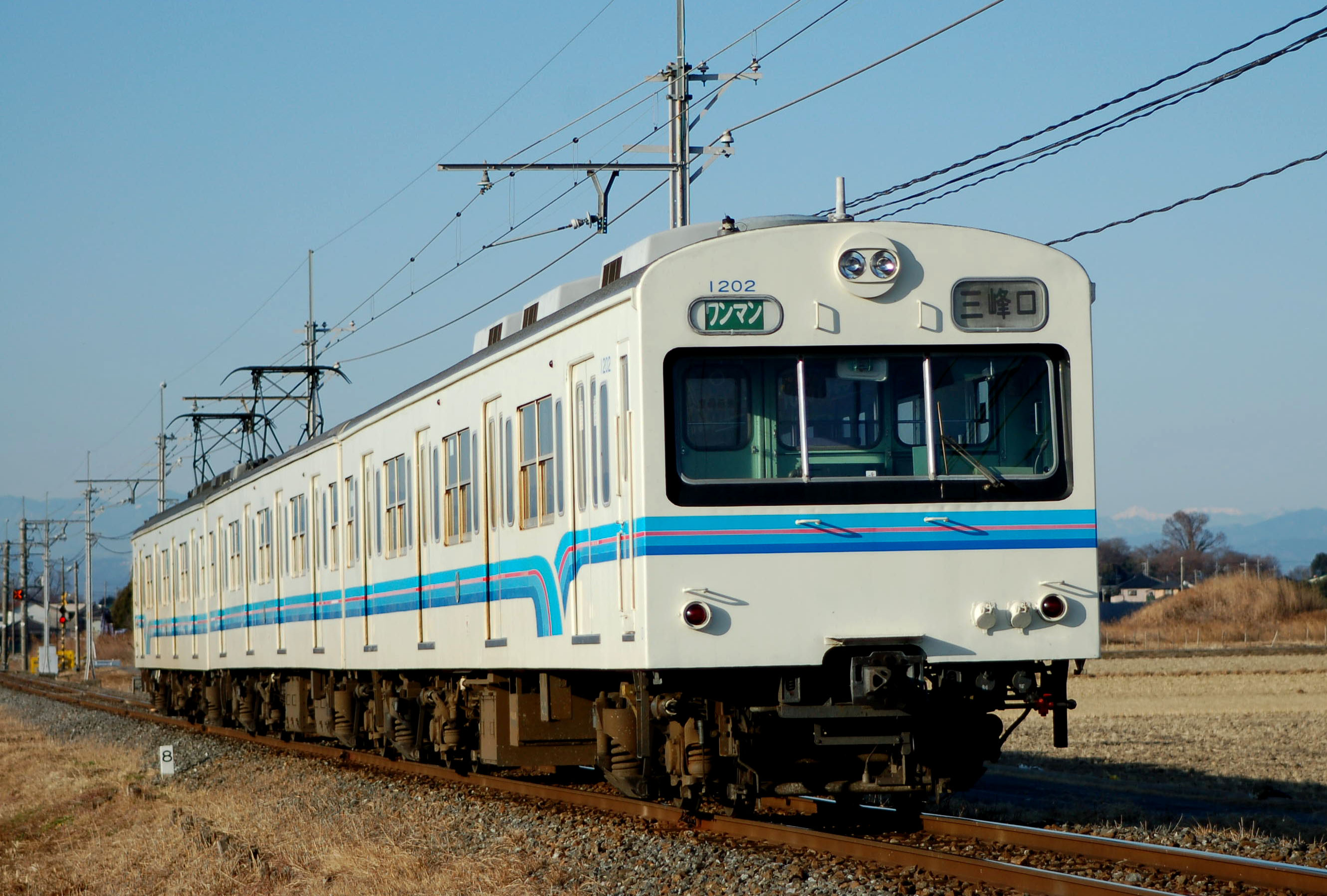
지치부 철도 1000계 오리지널 도장차(2007년 12월 2일 촬영)

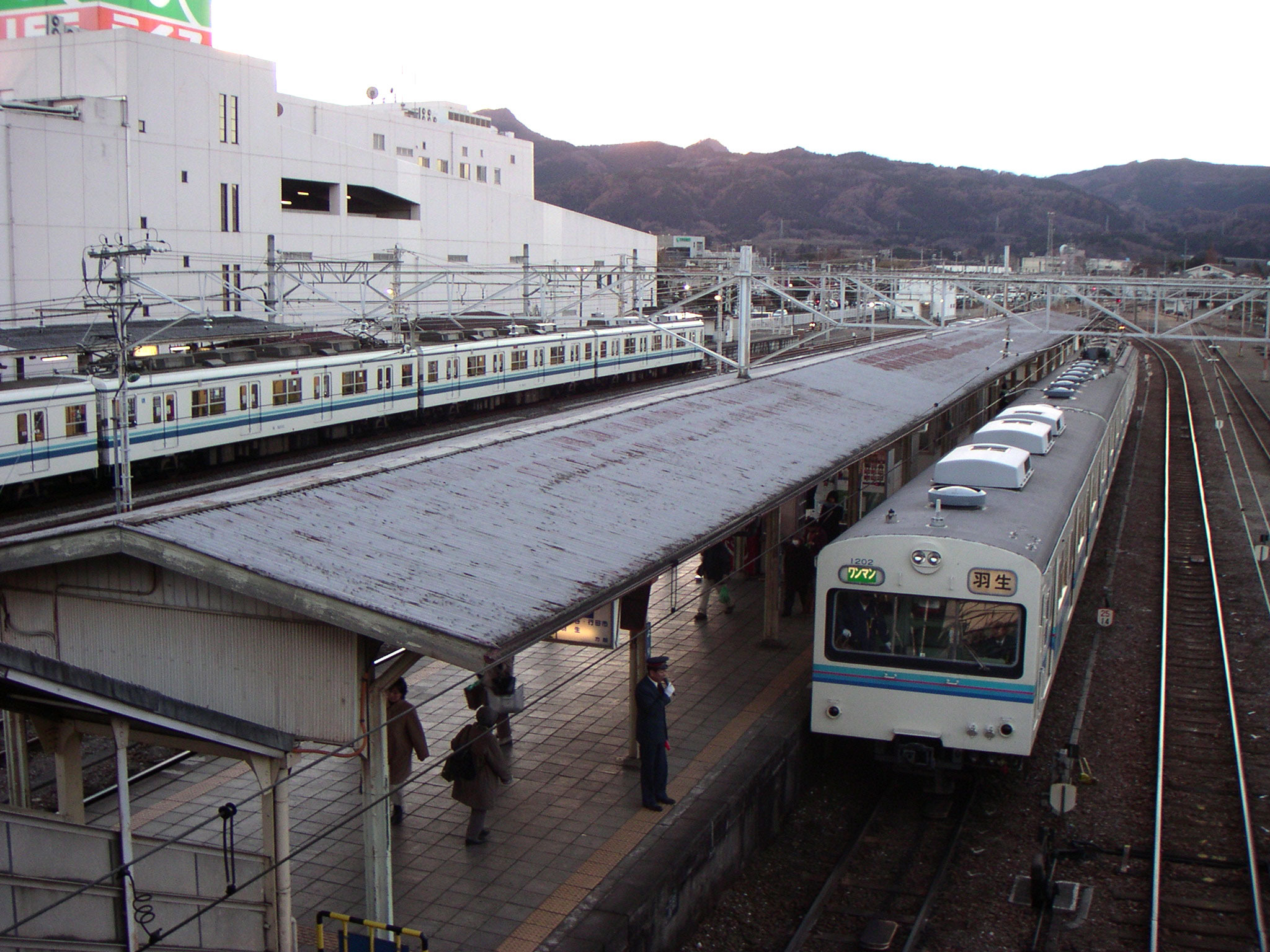
요리이역에 정차 중인 지치부 철도 1000계. 왼쪽은 도부 도조 선의 8000계(2006년 1월 촬영)

지치부 철도 1000계 전동차 또는 '치치부철도 1000계 전동차(秩父鉄道1000系電車)는 1986년에 등장한 지치부 철도의 통근형 전동차로, 본래 일본국유철도 101계 전동차이다.

## 개요
본 계열은 100형이나 800계(=오다큐 전철 1800형)차량을 옮겨놓기 위해서 1986년부터 1989년에 걸쳐 전 일본국유철도(일본 국철)→동일본 여객철도(JR동일본)의 101계 중 상태가 좋은 3량 편성 12개 36량을 비냉방차로 구입했다. 제어 전동차인 데하 1000형(일본 국철 시대는 쿠모하 100형), 중간 전동차인 데하 1100형(모하 101형), 제어 부수차인 쿠하 1200형(쿠하 101형)으로부터 되는 3량 편성을 짜고 있다. 데하 1000형에 전동 공기압축기와 팬터그래프를, 데하 1100형에 주제어기, 전동 발전기와 주저항기를 탑재하고 있다. 일본 국철→JR의 카르단 구동차가 편성 단위로 사철에 양도된 사례는 이것이 처음이다. 대부분이 0번대로부터의 개조이지만, 1006 편성의 데하 1006,데하 1106 2량이 1000번대로부터의 개조이며, 본계열 중에서 제조년이 가장 오래되었다(후술). 입선시에 팬터그래프를 PS13형으로 변경, 운행 번호 표시기의 봉쇄, 보안 기기의 변경, 선두차 차내의 간구분용 아코디언 커텐의 설치, 난방 용량의 증대, 외판 도장의 변경, 주전동기 출력 저하(100kW→85kW)를 한 이외의 큰 개조는 없었다. 개조는 1001・1004・1006・1007 편성이 오미야 공장(현・JR동일본 오미야 종합 차량 센터), 1002 편성이 오이 공장(현・JR동일본 도쿄 종합 차량 센터), 그 이외의 편성이 자사의 구마가이 공장에서 각각 시공되었다. 최초의 2편성과 그 이후의 편성과는 무선 안테나의 형상이 달라, 전자는 봉형의 것을, 후자는 역L자형의 것을 장착한다. 브레이크 슈는 입선 당초는 일본 국철 시대부터 계속해서 레진제가 사용되었지만, 후에 주철제로 바뀌었다. 덧붙여 승객용 도어는 모두 스텐레스제이다. 그 후, 1994년부터 1997년에 걸쳐 사이타마현의 보조금 교부를 받아 쌍방의 선두차에 집약 분산식 냉방 장치가 탑재되었다. 이 때에 과전류 대책과 용량 증가에 대응하기 위해 종래 연결면측에 1기 탑재되고 있던 데하 1000형의 팬터그래프는 운전실측에도 탑재되었고,또 쿠하 1200형에는 냉방 전원용의 용량 90kVA의 정지형 인버터(SIV)가 탑재되었다. 이 때에 팬터그래프는 다시 PS16형으로 변경되었다. 1999년까지 원맨 운전 대응 공사나 좌석 유닛의 교환 등이 실시되었다. 전동 공기압축기는 당초 레시프로식 C-1000형이었지만, 2002년 6월부터 검사시에 JR 103계 등에서 사용되고 있는 대용량의 C-2000형으로 교환되었다. 차체 도장은, 등장 당초는 당시의 표준색인 레몬 옐로에 브라운대로, 선두차 전면의 띠 중앙에「지치부 철도」라고 표기되어 있다. 그 다음은 흰 바탕에 파랑과 빨강의 띠가 정면에서 측면으로 도는 디자인으로 변경된 것과 동시에, 전면창 주위가 흑으로 되었다. 당초 봉쇄된 운행 번호 표시기는 1990년까지 개조해 열차 종별 표시기로서 사용되어「각 역 정차」,「원맨」,「준급」「급행」,「임시」,「회송」,「시운전」등의 표시가 준비되어 있다. 이 중, 「원맨」표시는 원맨 대응 공사 시공시에 추가되었다.

## 차량 번호의 변천
| 지치부 철도의 차량 번호 | 지치부 철도의 차량 번호 | 지치부 철도의 차량 번호 | 일본 국철 시대 | 일본 국철 시대 | 일본 국철 시대 |
| ----------------------- | ----------------------- | ----------------------- | -------------- | -------------- | -------------- |
| 데하 1001               | 데하 1101               | 쿠하 1201               | 쿠모하 100-117 | 모하 101-100   | 쿠하 101-58    |
| 1002                    | 1102                    | 1202                    | 140            | 179            | 61             |
| 1003                    | 1103                    | 1203                    | 133            | 118            | 62             |
| 1004                    | 1104                    | 1204                    | 183            | 252            | 75             |
| 1005                    | 1105                    | 1205                    | 166            | 222            | 64             |
| 1006                    | 1106                    | 1206                    | 1013(※)        | 1013(※)        | 65             |
| 1007                    | 1107                    | 1207                    | 130            | 112            | 66             |
| 1008                    | 1108                    | 1208                    | 154            | 212            | 79             |
| 1009                    | 1109                    | 1209                    | 174            | 236            | 80             |
| 1010                    | 1110                    | 1210                    | 160            | 208            | 73             |
| 1011                    | 1111                    | 1211                    | 175            | 237            | 81             |
| 1012                    | 1112                    | 1212                    | 192            | 263            | 82             |

※종차는 각각 쿠모하 100-53(신제시 모하 90616)와 모하101-50(모하 90109)로 한 무사시노 선용 난연차

## 리바이벌 도장

### 일본국유철도 도색

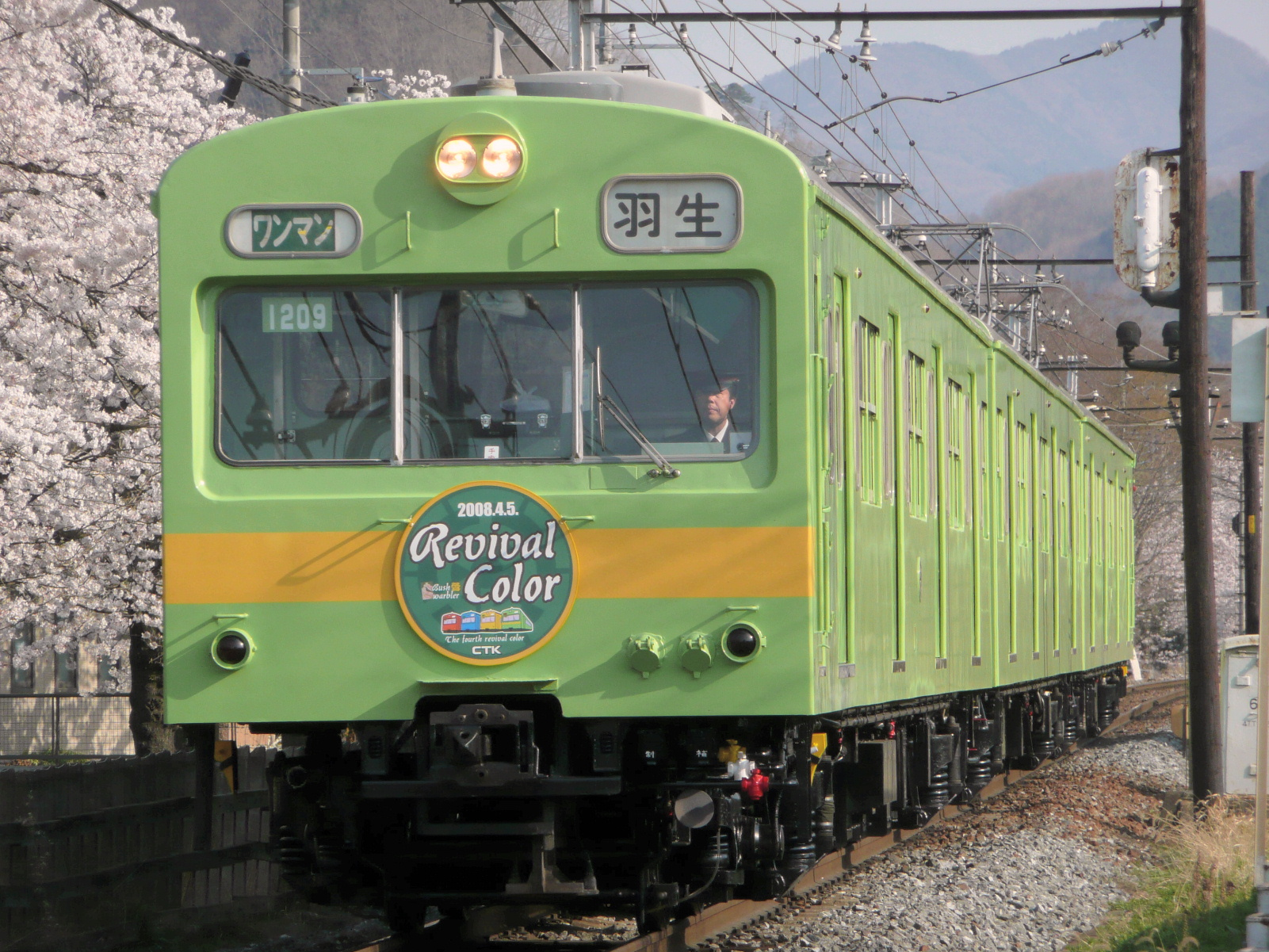
간사이 선시대의 도장이 된 1009 편성(2008년 4월 6일,나가토로 - 가미나가토로간에서 촬영)

사이타마현 사이타마시내에 철도박물관이 2007년 10월 14일에 개관한 것에 맞추어 재적하는 12개 편성 중 4편이 101계・103계로 사용된 일본 국철색을 본뜬 도장으로 변경되었다. 최초의 편성은 동년 7월 말에 변경된 1011 편성으로, 오렌지 버밀리온(주홍색 1호)으로 칠해져 동년 9월 1일 - 2일에 운행된 임시 급행으로부터 운용을 개시했다. 2번째 편성은 1001 편성이 스카이블루(파랑 22호)로 칠해져 동년 10월 14일의 임시 급행으로부터 운용을 개시했다. 3번째 편성은 1012 편성으로 카나리아 옐로(노랑 5호)로 칠해져 동년 11월 24일의 임시 급행으로부터 운용을 개시했다. 또, 2008년 4월 5일은 4번째 편성으로서 1009 편성이 올리브색(황록 6호의 바탕색으로, 선두차 전면에 카나리아 옐로의 띠를 더한 간사이 본선 도장)으로 칠해져 다른 3편성과 마찬가지로 임시 급행으로부터 운용을 개시했다. 이러한 편성은 선두차 전면의 차량 번호 표기가 종별 표시기 상부로부터 조수석측 유리창 안쪽 상부에 게시되는 플레이트로 변경되었다. 이 플레이트는 JR동일본의 수도권 지역의 통근형 전철에 게시된 편성 스타일에 가까워, 일본국유철도 시대를 이미지한 것으로 보인다.

### 구형 차량 도장
2009년부터는 지치부 철도의 창립 110주년을 기념해 일본 국철색 도장으로 변경되어 있지 않은 편성의 일부를 동사의 구형 차량에 사용되고 있던 도색으로 변경된 편성도 나왔다. 그 1번째로서 1002 편성이 일찍이 100형으로 사용되고 있던 진갈색과 살구색의 투톤 컬러로 칠해져 동년 5월 30일의 임시 급행으로부터 운용을 개시했다. 이 도장은 100형의 운용 말기를 재현한 것이어서, 정면에「지치부 철도」의 표시가 있는 것 외에 선두차의 측면은「CTK」의 로고가 붙어있다. 또, 10월 3일은 2번째로서 1007 편성이 본 계열 등장시의 황색에 갈색의 띠의 차체로 변경되어 같은 날의 임시 급행「지치부 철도 창립 110주년 기념호」로부터 운용을 개시했다. 덧붙여 이 리바이벌 도장 전철의 운행 개시를 기념해 주요역에서 특제 입장권을 발매하였다.

### 헤드 마크 장착시의 대응
- 2007년 10월 14일의 임시 급행열차에 충당된 1001 편성과 동년 11월 24일에 충당된 1012 편성에는 「철도박물관 개관 기념」이라고 리바이벌 도장의 본 계열 2개를 다룬 2종류의 특제 헤드 마크가 선두차의 전면 하부에 붙었다. 또, 통상 다이어로 운행 중인 리바이벌 도장 편성에도 같이 붙었다.
- 2008년 4월 1일의 와도쿠로야 역 개칭 기념 이벤트에서는 1012 편성에 특제 헤드 마크가 붙었다.
- 2008년 5월 17일에 히로세가와라 차량기지에서 개최된「두근두근 철도 축제」에 관련해 도장 변경된 편성에 특제 헤드 마크가 붙어 그 중 3편성이 이 회장에서 전시되었다. 1011 편성에 일찍이주오 선 쾌속에서 사용되고 있던「특별 쾌속」의 헤드 마크를 다룬「지치부로 특별 쾌속」의 헤드 마크가, 그 이외의 편성에 이벤트를 위한 헤드 마크가 붙었다. 또, 각 역으로부터 차량기지로의 임시 열차에도 도장 변경한 편성이 사용되었다. 또, 2009년 5월 16일의 같은 이벤트에서도 1009 편성이 헤드 마크를 붙이고 임시 열차에 충당했다.
- 2008년 6월은 1009 편성이 차내에 하이쿠 포스터를 전시한 지치부 철도 정비 촉진 협의회 주최의「제 9회 하이쿠 전시 열차」로서 운행되어 이쪽도 특제 헤드 마크가 붙었다. 2009년 6월에도 1011 편성이「제 10회 하이쿠 전시 열차」로서 운행되었다.
- 2009년 5월 30일의 1002 편성 사용의 임시 급행 운행시에도 특제의 헤드 마크가 붙었다.
- 2009년 10월 30일~11월 3일의「제 21회 전국 평생 학습 페스티벌 학습 피어 사이타마 2009」개최시에는 그 PR로서 1010 편성에 특제 헤드 마크가 붙었다.

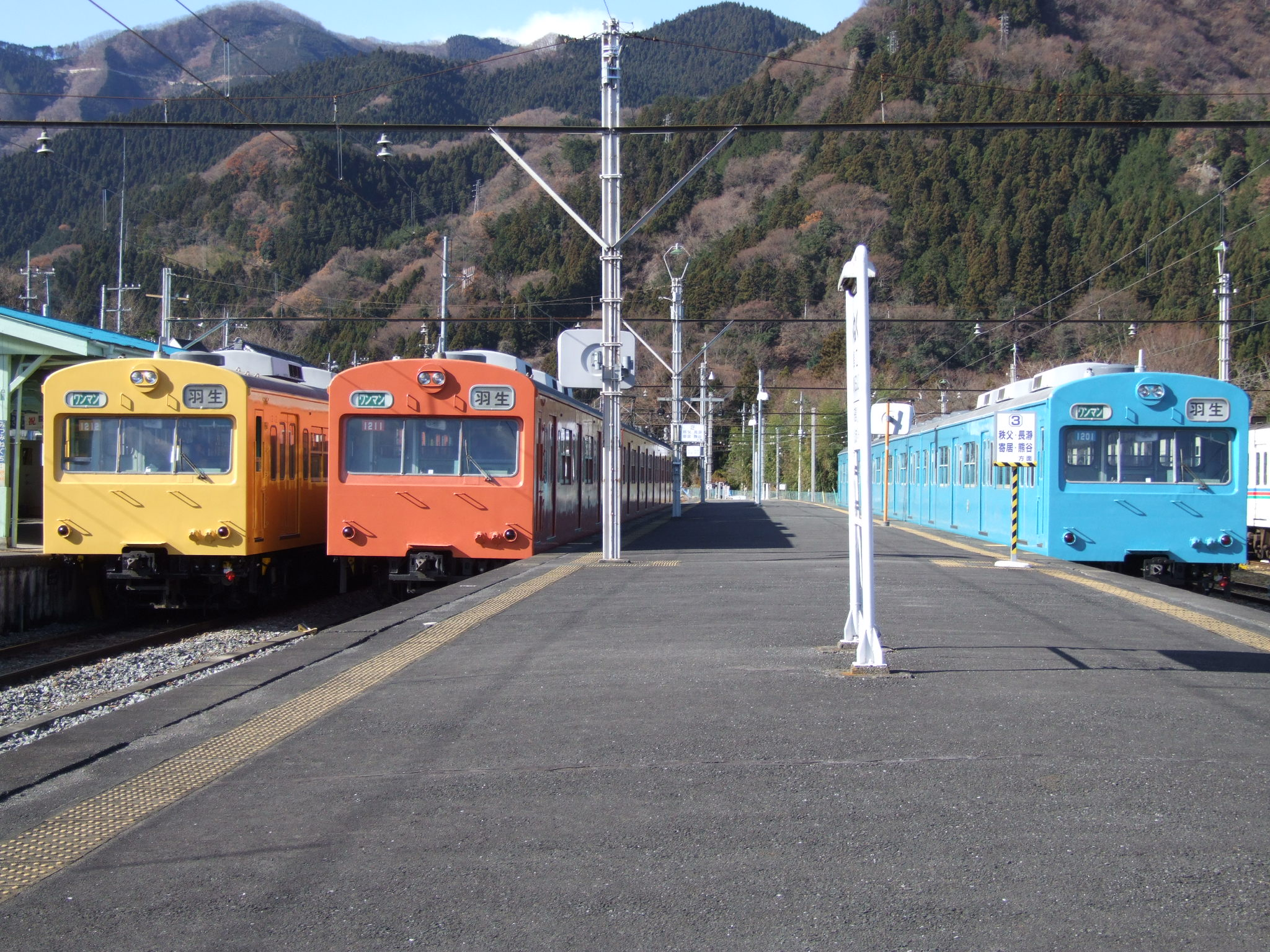
(왼쪽부터)카나리아 옐로, 오렌지 버밀리온, 스카이블루의 도장이 칠해진 1000계(2007년 12월 16일, 미쓰미네구치 역에서 촬영)
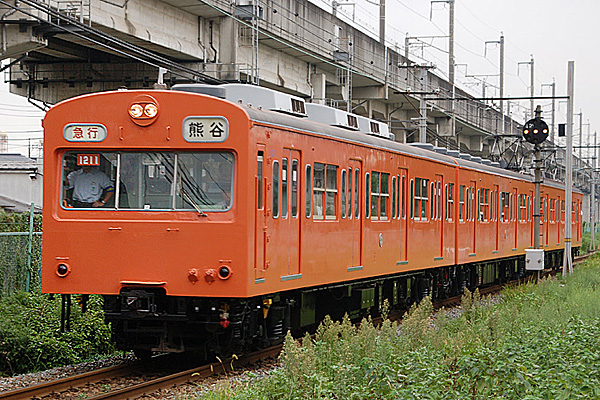
오렌지 버밀리온 도장이 된 1011 편성(2007년 9월 1일 촬영)
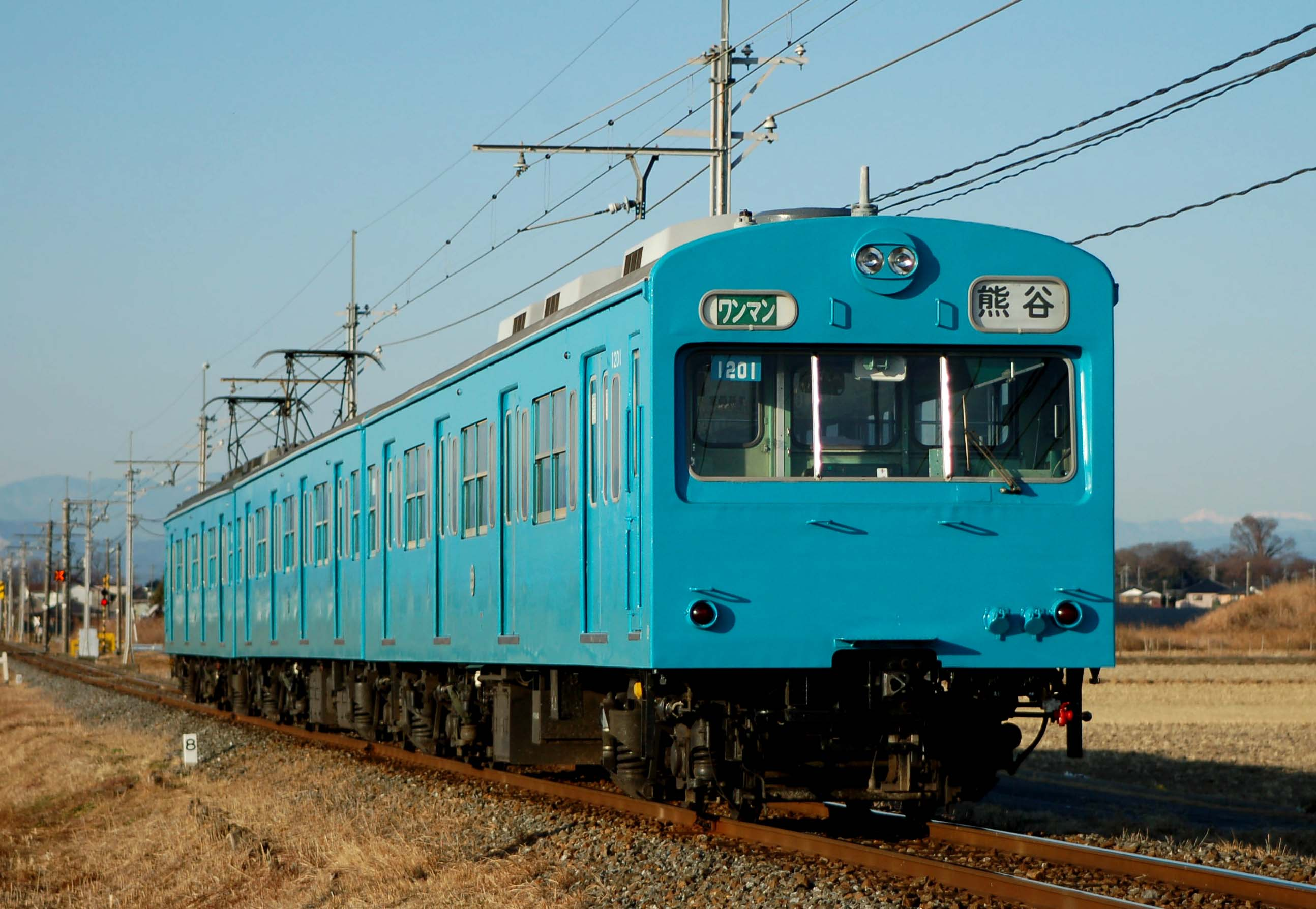
스카이블루 도장이 된 1001 편성(2008년 1월 26일, 신고 - 부슈아라키간에서 촬영)
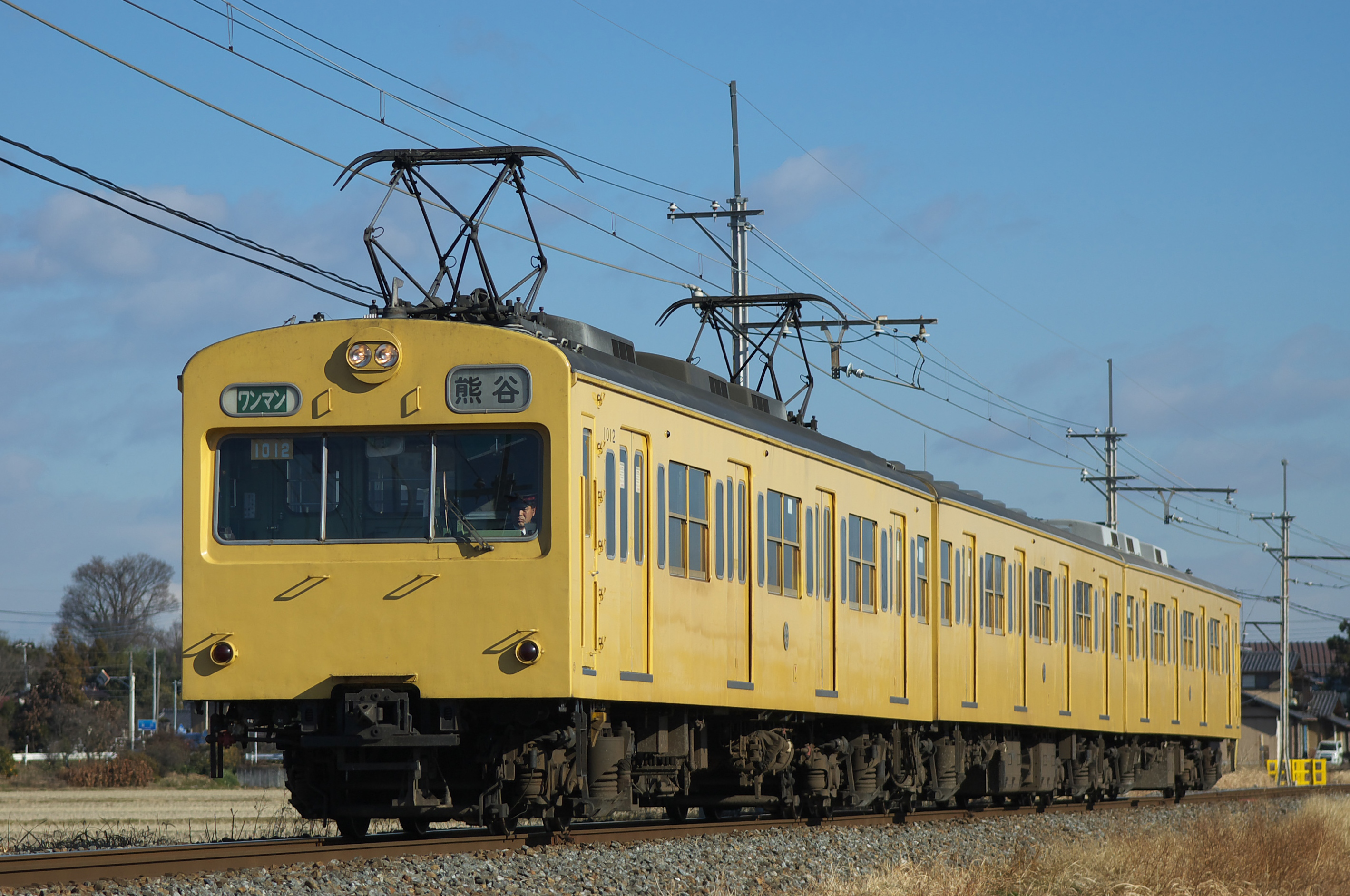
카나리아 옐로 도장이 된 1012 편성(2009년 1월 2일, 부슈아라키 - 히가시교다간에서 촬영)

## 그 외
- 실내 온도 유지를 위해서 장시간 정차가 있는 역에서 도어의 반자동 취급을 실시하고 있지만, 본 계열에는 도어의 개폐 버튼이 없기 때문에 정차 중에 승차하는 경우는 도어를 손으로 열 필요가 있다.
- 지치부 철도가 근년 도입한 중고의 여객 차량으로 20년 이상 사용되고 있는 것은 본 계열뿐이다.[6]
- 본 계열 중에서 가장 낡은 차량은 1959년에 제조된 데하 1006-데하 1106의 유닛으로 모하 90형 시대에 제조된 차량으로, 일본국유철도 시대의 최종기는 무사시노 선용의 난연 대책을 한 1000번대로서 운용되고 있었다.
- 2008년도부터 2012년도에 걸쳐 차례차례 본 계열의 갱신을 실시하는 것이 지치부 철도로부터 밝혀졌다.[7] 또, 2008년도에 2편성을 폐차하는 것이 철도 취미잡지로 보도되었다.[8] 2008년도에는 도쿄 급행 전철로부터 8500계 8량을 구입해, 그 중 3량 편성 2개에 대해 7000계로 형식 칭호를 고쳐 2009년 3월 하순부터 운행을 개시했다. 그 때문에 1004F와 1006F가 운용을 이탈해 폐차되었다.

## 영상 자료
- 지치부 철도 109 편성 운행 영상(나가토로 역)